# Seckauer Zinken
Vrchol Seckauer Zinken (ve volném překladu „Seckauský Zub“) je vysoký 2397 m n. m. a je tak jedním z nejvyšších bodů Nízkých Taur ve Štýrsku, spolkové zemi Rakouska.

## Poloha, charakter a jméno hory

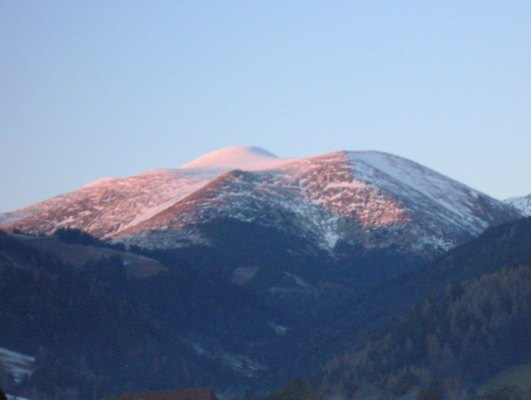
Vrchol v létě

Seckauer Zinken se nalézá v Seckauských Taurách, východní podčásti Nízkých Taur. Vypíná se osm kilometrů severoseverozápadně od obce Seckau, čtyři kilometry severozápadně od vrchu Hochalm. Přes jeho vrchol probíhají hranice štýrských obcí Gaal a Mautern, rovněž se zde střídají politické okrsky Murtal a Leoben.
Seckauer Zinken není nejvyšší horou Seckauských Alp, je ale jedním z jejich nejznámějších vrcholů. Kvůli snadné dostupnosti tak ve své návštěvnosti předčí vyšší body jako Hochreichhart nebo Geierhaupt.
Široké okolí vrcholku vypadá ze západu a jihu mírně. Severovýchodní pokračování hřebene a zejména pak kamenitá severní stráň je již o poznání příkřejší. Z tohoto pohledu je pak pojmenování „Zinken“ (zub, špička) pochopitelné, neboť odkazuje k příkré formě hory.
Z vrcholu se nabízí výhled do širokého okolí, včetně působivých pohledů na další pohoří na severu. Je to dáno jeho volnou pozicí v krajině východu Nízkých Taur a rovněž jeho značnou nadmořskou výškou.

## Výstup na vrchol
Jelikož jsou všechna boční údolí na jihu Seckauských Alp pro běžnou dopravu uzavřena a v okolí vrcholu chybí horské chaty, žádá si výstup na vrchol dobrý časový plán. Díky této své nedostupnosti si však může region uchovat mnoho ze svého klidu a poměrně nedotčené přírody.
- Nejběžnější výstupová cesta vede z jihu. Začíná u hostince Steinmühle, zhruba dva kilometry západně od Seckau. Strmý výstup vede po značené cestě kolem Goldlacke, malého horského jezírka v nadmořské výšce 1958 metrů východně od vrcholu. Na špici pak cesta doráží z jihovýchodní strany. Výstup trvá čtyři až čtyři a půl hodiny.
- Další možnost výstupu je ze severovýchodu. Začíná u chalup Unteren Bodenhütte (v horní části vsi Feistritzgraben) — v létě jsou tyto chaty obývány a je sem možný příjezd.[1] Výstup vede přes les do oblasti horských pastvin severně od kostela Panny Marie Sněžné na Hochalmu. Dále vede rozsáhlou oblastí kleče. Severně od jezera Goldlacke pokračuje až do sedla severozápadně od vrchu Hämmerkogel (2253 m n. m. — výstup na vrchol možný). Konečně pak po severovýchodním hřebeni doráží na vrchol Seckauer Zinken. Tato možnost výstupu je kratší než běžná jižní cesta, vede však po strmém severovýchodním hřebeni, jehož zvládnutí si žádá pevný krok a není možné například za silného větru. Doba chůze: Asi 3 hodiny.
- Vrcholu Seckauer Zinken je rovněž možno dosáhnout od vesnice Seckau cestou přes poutní kostel na Hochalmu. Tato cesta je bohatá na výhledy, je však výrazně delší (doba chůze i přes 6 hodin). K předchozí trase se připojuje ještě před vrchem Hämmerkogel.

Hřebenová cesta pokračuje ze Seckauer Zinken dále na západoseverozápad přes Maierangerkogel (2356 m n. m.) a Brandstätterkogel (2234 m n. m.) až na vrchol Hochreichhart (2416 m n. m.). Doba chůze tři až tři a půl hodiny. Ze sedla, které je mezi vrchy Brandstätterkogel a Hochreichhart, je rovněž možno sejít po značené cestě do údolí k jezeru Ingeringsee.
Seckauer Zinken je rovněž oblíbeným cílem horských běžkařů. Díky nadmořské výšce vrcholu jsou běžkařské výstupy na vrchol realizovatelné i v jarních měsících. V zimě není možno vrcholu dosáhnout běžnými letními cestami, nýbrž pouze nejbezpečnější cestou od jihu.